# مغراوة (ولاية المدية)
مغراوة بلدية تابعة لدائرة العزيزية بولاية المدية الجزائرية.